# Malabia-Osvaldo Pugliese (subte de Buenos Aires)
Malabia - Osvaldo Pugliese, inaugurada como Canning, es una estación de la Línea B del subte de Buenos Aires, Argentina. Se encuentra entre las estaciones Dorrego y Ángel Gallardo.

## Ubicación
Se encuentra ubicada bajo la Avenida Corrientes, en el cruce con la calle Malabia y la Avenida Scalabrini Ortiz, en el barrio de Villa Crespo, perteneciente a la Comuna 15 de la Ciudad Autónoma de Buenos Aires, Argentina.

## Nombre
Originalmente la estación se denominaba Canning, debido a su cercanía a la Avenida Canning. Cuando esta avenida pasó a llamarse Scalabrini Ortiz, la estación pasó a llamarse Malabia, debido a la calle en la que se ubica. Si bien la Avenida Scalabrini Ortiz es más importante que la calle Malabia, se prefiere mantener el nombre Malabia debido a que ya existe una estación Scalabrini Ortiz en la línea Línea D y se encuentra a bastante distancia de la misma.
En 2009, mediante una ley, se cambió el nombre de la estación por Malabia - Osvaldo Pugliese luego de una campaña realizada por vecinos y admiradores del reconocido pianista.

## Decoración
La estación tiene en el andén sur un mural realizado por Luz Zorraquín en 1991, llamado Metamorfosis: de flor a tomillo, que no consta en la base de datos de murales oficial.

## Hitos urbanos
Se encuentran en las cercanías de ésta:
- Cuartel de la VI división de Bomberos Villa Crespo
- Comisaría N°27 de la Policía Federal Argentina
- Escuela Primaria Común N.º 02 Australia
- Instituto de Formación Técnica Superior N.º 20
- Jardín de Infantes Común N.º 03 y 09
- Instituto Sarmiento
- Escuela Primaria , Jardín y Secundaria Sholem Aleijem
- Sinagoga Dr. Max Nordau
- Escuela Primaria Común N.º 22 Dr. Rómulo S. Naón
- Escuela Primaria Común N.º 17 Francisco de Vitoria
- Centro Educativo de Nivel Secundario N.º 33 Leopoldo Marechal
- Escuela de Comercio N.º 16 Gabriela Mistral
- Biblioteca Popular Alberdi
- Imperio Pizzería Desde 1946
- Colegio Buenos Aires
- Monumento a Osvaldo Pugliese

## Imágenes

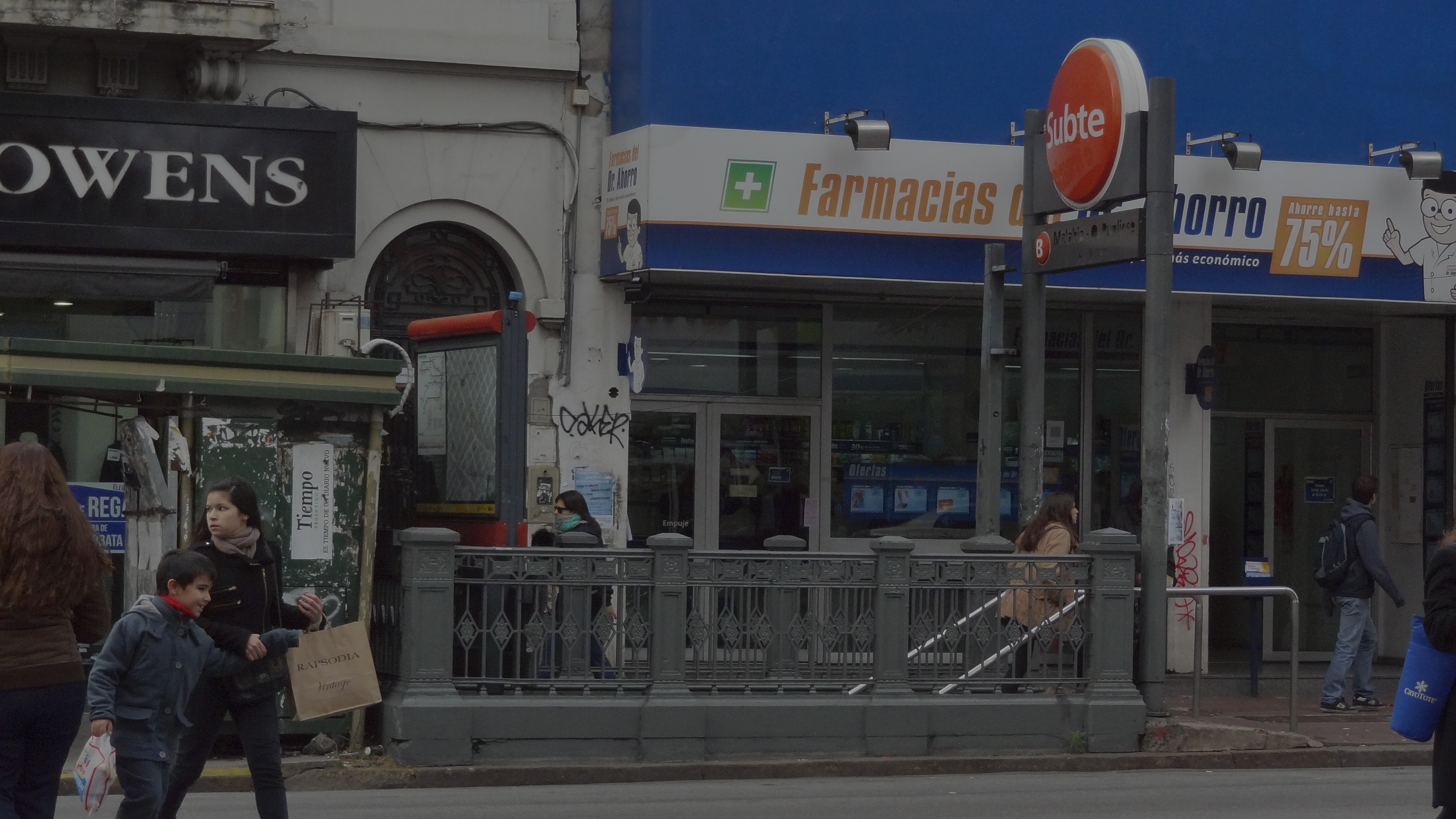
Acceso.
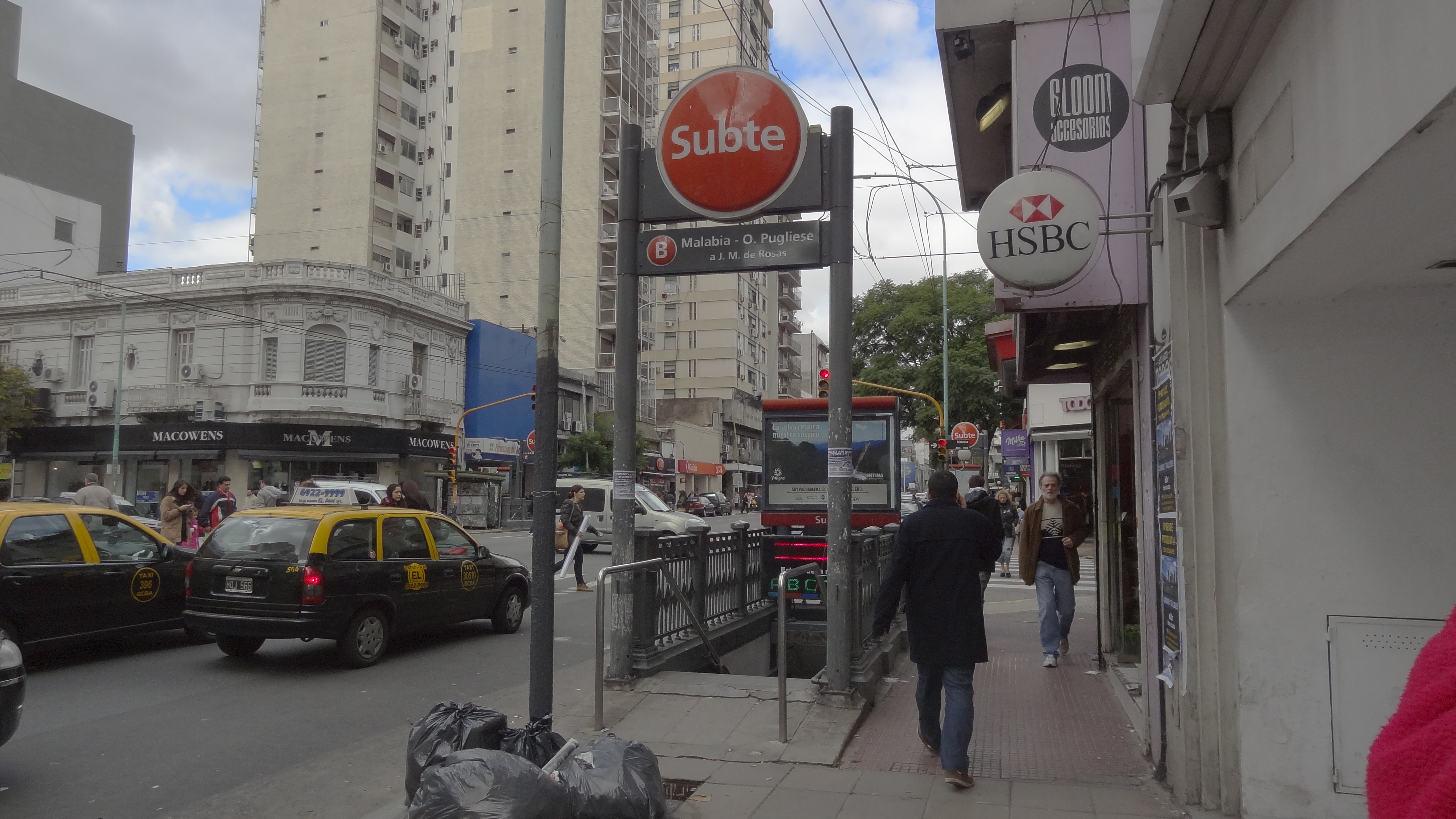
Acceso.
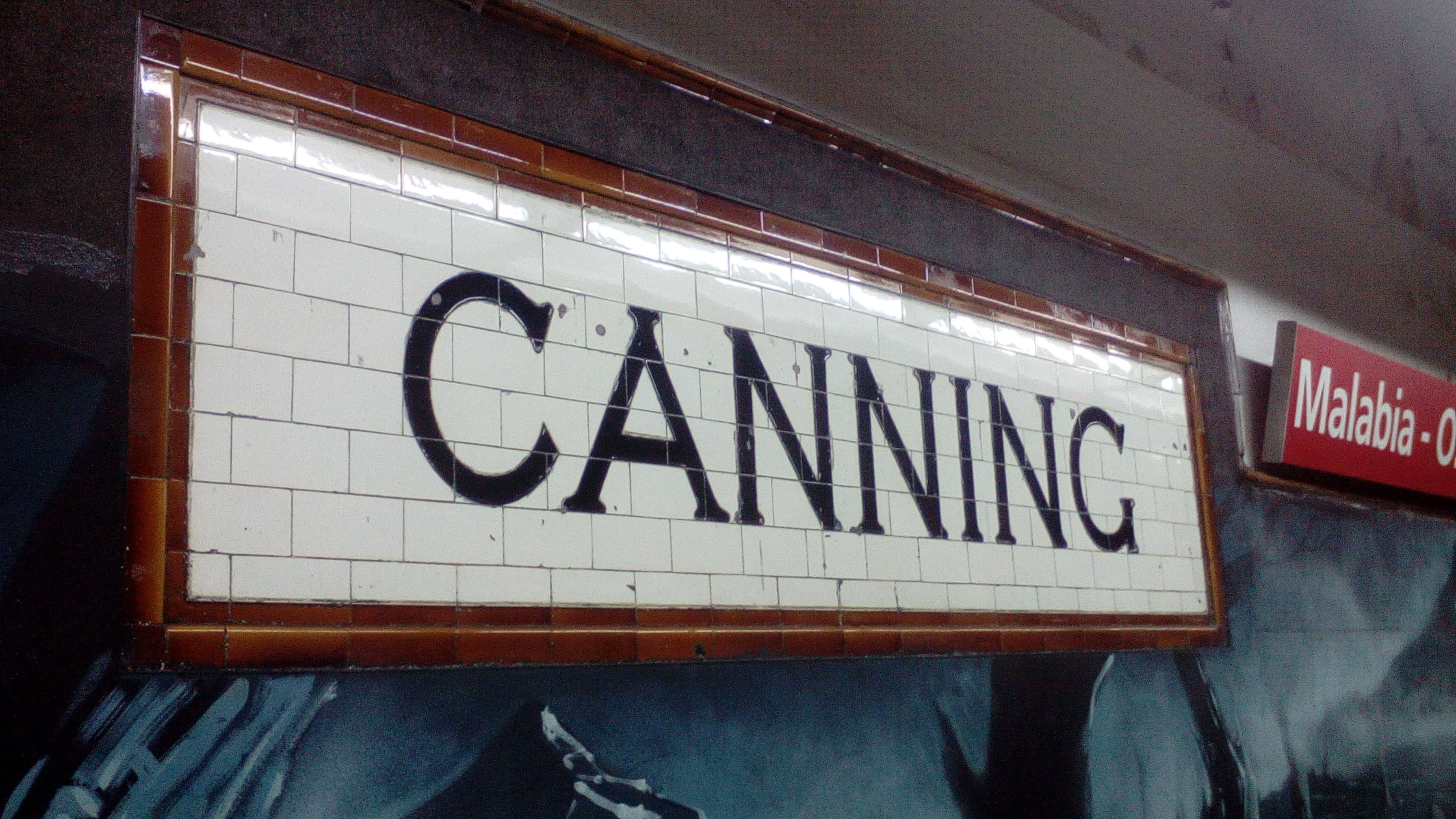
Nomenclador original.